# Biocatalizadores inmovilizados
La inmovilización de un biocatalizador  consiste en la localización de una célula o enzima en una región definida de espacio, manteniendo al mismo tiempo una actividad catalítica deseada. Además, en el caso concreto de las células, esto involucra a su viabilidad.
Uno de los más importantes principios de cualquier sistema con biocatalizadores inmovilizados data en el transporte de substratos y productos hechos por mecanismos difusionales.  El uso de biocatalizadores para llevar a cabo biotransformaciones es un área de la biotecnología en continua expansión.

## Métodos de Inmovilización
Los principales métodos de inmovilización de biocatalizadores, en función del mecanismo en que se basan,  se pueden dividir en cinco grupos:
- Método por Adsorción
- Método de Enlace Covalente
- Método por Enlaces Cruzados y Autoinmovilización
- Método de Sistemas con Membranas

### Inmovilización poradsorción
Este método de inmovilización fue el primero en desarrollarse y probablemente es el más simple de todos.  Se produce por interacción de tipo iónico o fuerza de atracción débiles tales como puentes de hidrógeno o fuerzas de van der Waals, sobre la superficie de un soporte.
Consiste en poner en contacto una solución acuosa de enzimas o una suspensión de microorganismo con un adsorbente activo, y después de un tiempo, una vez efectuada la adsorción, lavar el complejo formado para eliminar cualquier cantidad de biocatalizador que no se haya inmovilizado. 
En general es un tipo de inmovilización muy suave que no suele afectar la actividad de las enzimas ni la viabilidad de las células. El problema más importante que presenta es su reversibilidad, dado se puede provocar la desadsorción del soporte debido a cambios en el pH la fuerza iónica o incluso la temperatura. 

### Inmovilización por enlace covalente
Este método se aplica a la inmovilización de enzimas preferentemente, debido a que en el caso de células los reactivos que se utilizan y las condiciones de reacción suelen afectar negativamente su actividad y viabilidad. 
La técnica se basa en la formación de un enlace covalente entre las moléculas de enzima y un soporte insoluble. Cabe mencionar que los soportes utilizados son tanto de origen natural (celulosaagarosa, dextrano, etc), como sintético (derivados de la poliacrilamida, poliestireno, copolímeros de anhídrido maleico, etc.). También se utilizan materiales cerámicos y vidrio. Por lo general la mayoría de los métodos suelen incluir una etapa inicial de modificación de la superficie, o activación del soporte. 
Es importante considerar en este método de inmovilización la interacción entre la superficie del soporte y la mezcla reaccionante, la cual puede hacer que las propiedades del fluido situado en el entorno de las partículas sólidas de soporte, difieran de las de la masa del fluido en el medio de la reacción. Lo anterior puede ocasionar un desplazamiento en la curva que relaciona el PH del medio de reacción y la actividad de una enzima en función de la naturaleza de la carga del soporte. 

### Inmovilización por Enlaces Cruzados y Autoinmovilización
Se caracteriza por la generación de partículas sólidas provenientes del biocatalizador sin la presencia de un soporte de por medio, sino gracias a la interacción directa entre enzimas o células. 
En el caso de la formación de enlaces cruzados, la agregación de distintas moléculas de enzimas o células, se logra mediante un agente bifuncional de bajo peso molecular, que se enlaza covalentemente a los grupos funcionales de las enzimas o de las paredes de las células. Tal es el caso del glutaraldehído
En cuanto a la autoinmovilización, esta se lleva a cabo en todos aquellos casos en que las células empleadas en un determinado proceso tienen la capacidad de formar agregados macroscópicos, denominados flóculos o pellets, con lo que no se requiera la adición de ningún reactivo ni soporte para soportar la inmovilización.

### Inmovilización con Sistemas de Membranas
Consiste en la retención del biocatalizador en un espacio limitado por una membrana semipermeable. Mediante una formulación correcta de las mismas es posible controlar el tamaño de sus poros y por tanto el transporte de unas moléculas determinadas en función de su peso molecular. 
El tamaño de poro controlado de las fibras permite el paso de nutrientes y productos a través de las mismas, intentando mimetizar la situación en la que se encuentran las células en los tejidos animales.

## Carriers
Son las sustancias implementadas para el soporte de biocatalizadores, desde el punto de vista químico; pueden ser divididas en orgánicas e inorgánicas, teniendo por consiguiente un origen sintético y/o natural.

### Carriers Inorgánicos
- Naturales: arena, silicatos, arcillas.
- Sintéticos: vidrios de porosidad controlada, cerámicas.

### Carriers Orgánicos
- Naturales: virutas de madera, antracita, colágeno, celulosa, alginatos, carragenatos, albúmina.
- Sintéticos: PVC, polipropileno, poliacrilamida, resinas de intercambio iónico, epóxidos, poliuretanos.

## Ventajas
El empleo de biocatalizadores inmovilizados representa un gran número de ventajas:
- Permite la utilización continua del biocatalizador, dado que éste queda fácilmente retenido en el interior del reactor utilizado, mientras se mantiene en flujo continuo de entrada y salida de líquido.
- Favorece la re-utilización del biocatalizador en el caso de reacciones en discontinuo.
- Con la inmovilización se puede aumentar sensiblemente la concentración de biocatalizador, con respecto a un proceso en el que el mismo se encuentre en suspensión.
- En cuanto a sistemas operando en continuo, éstos permiten un aumento en las productividades de los correspondientes biorreactores, dado que permiten operara a mayor concentración de catalizador, (mayor conversión de substrato) y con caudales más altos.
- En el caso de enzimas inmovilizadas es frecuente observar un aumento de su estabilidad y su resistencia a la desnaturalización y proteólisis.
- Permite reducir los efectos de contaminación accidentales del proceso en las células; dado que la población de células contaminantes se encuentran en suspensión y en concentración mucho menor que la población de células inmovilizadas, ésta puede ser eliminada mucho más fácilmente del reactor.

## Desventajas
Por otra parte, la utilización de estos biocatalizadores inmovilizados presenta ciertos inconvenientes o desventajas:
- Es necesario tener en cuenta que la actividad de una célula o una enzima puede quedar directamente afectada por las condiciones a que se lleva a cabo el proceso de inmovilización, perdiendo parte de su actividad o su viabilidad.
- La velocidad de difusión de substratos y productos dentro del sistema de biocatalizadores inmovilizados puede limitar su actividad catalítica y su eficacia, cuando dicha velocidad sea más lenta que la velocidad de la transformación que se está llevando a cabo.
- La inmovilización de catalizadores involucra la incorporación de una nueva etapa al proceso, y por tanto un aumento de su complejidad, el cual tiene que verse compensado por aumentos de productividad claros, mejoras en la separación entre el producto y el biocatalizador y en tiempos de operación más largos.